# Biralus menetriesi
Biralus menetriesi är en skalbaggsart som beskrevs av Ménétriés 1849. Biralus menetriesi ingår i släktet Biralus och familjen Aphodiidae. Inga underarter finns listade.